# Český Krumlov
Český Krumlov (njemački: Krummau an der Moldau ili Böhmisch Krummau; latinski: Crumlaw) je grad na rijeci Vltavi u češkoj pokrajini Južna Češka. Grad je sagrađen oko dvorca iz 13. st. s gotičkim, renesansnim i baroknim elementima. Izvaredan je primjer malog srednjovjekovnog grada čija je građevinska baština ostala netaknuta zahvaljujući mirnom razvoju tijekom pet stoljeća. Zbog toga je povijesno središte grada 1992. godine upisano na UNESCO-ov popis mjesta svjetske baštine u Europi.

## Povijest
Dvorac je u 13. stoljeću izgrađen na zavoju rijeke Vltave u obliku potkove, pored važnog trgovačkog puta povijesne pokrajine Češke. Područje današnjeg grada je od 1302. godine pripalo obitelji Rožmberkové (njemački: Rosenberg), a Rudolf II., car Svetog Rimskog Carstva, ga je otkupio 1602. godine i poklonio ga svom sinu Juliju od Austrije. Ferdinand II., car Svetog Rimskog Carstva, ga opet poklanja obitelji Schwarzenberg.
Český Krumlov je bio sjedištem vojvodine Krumlov, a 1910. godine u njemu je živjelo 7.367 Nijemaca i 1.295 Čeha. U razdoblju između dva svjetska rata pripao je Češkoj republici, a 1938. godine anektirala ga je Nacistička Njemačka kao dijela Sudeta. Krajem Drugog svjetskog rata oslabađa ga Američka vojska i pripada Čehoslovačkoj, nakon čega je njemačko stanovništvo protjerano.
Tijekom čehoslovačke komunističke vlasti grad je bio zapušten, ali je nakon Baršunaste revolucije 1989. njegova ljepota većinom obnovljena i danas je omiljeno turističko odredište, osobito za turiste iz Njemačke i Austrije.
U velikoj poplavi rijeke Vltave 2002. godine stradao je i Český Krumlov.

## Znamenitosti
Većina građevina su izgrađene od 14. do 17. stoljeća, i to u gotičkom, renesansnom i baroknom stilu. Središte starog grada se nalazi unutar zavoja s četvrti Latrán i dvorcem s druge strane rijeke Vltave.
Dvorac Český Krumlov je izrazito velik za grad skromnih dimenzija. Nakon Dvorca Hradčany u Pragu, on je drugi po veličini u Češkoj. U dvorcu se nalazi veliko dvorište s mostom preko pukotine u stijeni na kojoj je izgrađen dvorac, a oko njega su građevine iz različitih razdoblja i stilova. Jedna od njih je barokno kazalište (1766.) koje ima sačuvanu originalnu mašineriju, scenu i pomagala; takvo nešto imaju još samo dva kazališta, Drottningholm i Gripsholm u Švedskoj. Zbog starosti koristi se samo tri puta godišnje, a jedna od anualnih predstava je barokna opera pod svjetlošću svijeća.
Jedna od građevina je Muzej Egona Schielea, austrijskog slikara koji je živio u gradu.
U gradu se nalazi i gotička Crkva sv. Vitusa (Kostel Sv. Víta) iz 15. stoljeća koja je oslikana vrijednim freskama.
Pivovar Eggenberg se također nalazi u gradu, a na njegovim slikovitim ulicama snimani su i mnogi filmovi, kao što su: Traumstadt (1970.), Iluzionist (2006.) i Hostel (film).
Oko 10 km od grada nalazi se najstariji češki samostan, Zlatá Koruna, a tridesetak km udaljen je i dvorac Hluboka. Český Krumlov je blizu najvećeg češkog nacionalnog parka, Šumava.
- Dvorac
- Dvorište dvorca
- Trg Svornosti na unutarnjem gradu s gradskom vijećnicom i kužnim stupom
- Pozornica baroknog kazališta
- Crkva sv. Vita

## Slavni stanovnici
Rođeni u gradu:
| - Plemićka obitelj Rosenberg (češki: Rožmberk(ové) ili Rožmberka), od oko 1250. - Stephan Krumenauer (1400. – 1461.), njemački graditelj - Jakub Horčický z Tepence (1575. – 1622.), liječnik i kemičar - Anton Hickel (1745. – 1798.), slikar - Joseph Karl Ambrosch (1759. – 1822.), tenor i skladatelj - kraljević Felix od Schwarzenberga (1800. – 1852., Beč), austrijski državnik - Marie Soukup(ová), Egonova majka - Egon Schiele (1890. – 1918.), austrijski slikar - Karel Šmirous (1890. – 1981., Prag), češki znanstvenik - Ernst Waldbrunn (1907. – 1977.), austrijski kabare glumac | - Anna Chromy (1940.-), slikarica i kiparica - Dana Kuchtová (1961.-), političarka - Tomáš Kobes (1978.), kanu veslačica Slavni stanovnici: - Jaroš Griemiller, glumac - Šimon Lomnický z Budče (155.2 - 1622.), književnik - Wenzel Albin von Helfenburg (~1500 - 157.7), arhivist - Petr Eben (1929., Žamberk - 2007.), skladatelj - Marek Kopelent (1932. -, Prag), predavač na "Ljetnom seminaru skladatelja Český Krumlov" |

## Vanjske poveznice
- Český Krumlov, licencirane fotografije  Arhivirana inačica izvorne stranice od 22. srpnja 2011. (Wayback Machine)
- Ckrumlov.cz, povijest grada (češ.)
- Internacionalni glazbeni festival Český Krumlov
- virtual show